# Albert Heesing
Albert Heesing (* 10. Februar 1926 in Münster; † 12. Januar 2015) war ein deutscher Chemiker, Professor für Organische Chemie an der Universität Münster.
Heesing studierte Chemie in Münster, wo er 1955 bei Fritz Micheel promoviert wurde. Er habilitierte sich 1963, wurde Professor in Münster und war 1971/72 Dekan des Fachbereichs Chemie und 1974 bis 1978 Prorektor der Universität für Personal- und Finanzangelegenheiten. 1991 wurde er emeritiert.
Er befasste sich unter anderem mit Guanidinen (u. a. Farbreaktion nach Sakaguchi) und anderen Farbstoffen, reaktiven Zwischenprodukten, Umlagerungs- und Wasserstoffübertragungsreaktionen.